# 少年とグレイハウンド
『少年とグレイハウンド』（しょうねんとグレイハウンド、伊: Ragazzo con un levriero, 英: Boy with a Greyhound）は、イタリアルネサンス期のヴェネツィア派の巨匠パオロ・ヴェロネーゼが1570代に制作した肖像画である。モデルの少年は特定化されていない。作品は、20世紀初頭にH・O・ヘーヴマイヤー氏がH・O・ヘーヴマイヤー夫人とブレシア郊外の荒廃したヴィラ (別荘) で目にし、購入した。1929年に、H・O・ヘーヴマイヤー夫人からの遺贈の形で、エル・グレコの『トレド風景』などとともにニューヨークのメトロポリタン美術館に収蔵された。

## 作品
作品に関する最古の資料は、20世紀初頭の撮影とされる1枚の写真である。その裏には、「Brescia proprietà / Martinengo 1901 (ブレシアの物件
/マルティネンゴ 1901)」と「3981 BR」の文字が記されている。これは、フィレンツェの画商ステファノ・バルディーニのために撮影された写真のネガの番号を示している。その写真では、シンプルな額に入れられた本作がタイル床の部屋で壁と折りたたみ椅子に立て掛けられ、その後ろには閉じた窓がある。写真の情報は、上記のH. O. ヘーヴ マイヤー夫人の証言によって裏付けられる。
モデルの少年は、前をボタンできっちりと留めた上着、風船のように膨らんだトランクホーズ (16-17世紀のヨーロッパの男性が着用した半ズボン) とコッドピース (男性の股間を覆うための布袋)、タイツ、そして柔らかなフラット・シューズを着用している。ヴェロネーゼは、黒地に金色のジグザグ模様の入ったトランクホーズの色と、黒、金、白色のストライプ模様の上着の色を調和せている。少年は金の鎖を首にかけ、腰には剣を吊るすための凝ったベルトを身に着けて、左手をグレイハウンドのほうに伸ばしている。グレイハウンドは、当時のイタリアの貴族に好まれた犬種である。
少年は、戸外の風景を覗かせる開いた扉の脇に堂々と立っている。風景にはかつて青空が見えていたが、時間の経過とともに空の色は灰色に変わっている。少年は等身大で描かれているため、鑑賞者の目の高さから見られることが想定されていたのかもしれない。このような工夫は、ヴェロネーゼがマゼールのヴィラ・バルバロの主要な部屋に描いた有名なフレスコ壁画に用いられたものである。